# Луганская агломерация
Луга́нская агломерация (укр. Луганська агломерація) — городская агломерация в Луганской области Украины с центром в городе Луганск. Простирается вдоль реки Лугань, левого притока Северского Донца. Главные факторы создания и существования агломерации: региональный и транспортный центр, машиностроительная, топливная и легкая промышленность. Центр развитого сельскохозяйственного района.
На данный момент территория агломерации находится под российской оккупацией.

## Состав
- Города: Луганск.
- Районы: Лутугинский район, Станично-Луганский район, Славяносербский район.
- Численность населения — 501,2 тыс. чел.
- Площадь — 4 352 км².
- Плотность населения — 158,1 человек/км².